# Ikechukwu Uche
Ikechukwu Uche (Aba, 1984. január 5.) nigériai válogatott labdarúgó, a Gimnàstic játékosa. Testvére, Kalu Uche szintén nigériai válogatott labdarúgó.

## Pályafutása

### Klubcsapatokban
Nigériában nevelkedett, majd Spanyolországban lett profi játékos. A Racing Ferrol csapatában kezdte légiós karrierjét. 2003 és 2007 között a Recreativo játékosaként megnyerte a másodosztályt és gólkirályi címet is szerzett. A Getafe, a Real Zaragoza, a Villarreal és a Granada játékosa is volt, majd 2015 nyarán Mexikóba igazolt. 2016 februárjában kölcsönbe visszatért Spanyolországba a Málaga csapatához az UANL-tól. 2016. augusztus 10-én aláírt a Gimnàstic csapatához.

### A válogatottban
Részt vett a 2008-as és a 2013-as afrikai nemzetek kupáján, utóbbit a válogatottal megnyerték.

## Sikerei, díjai

### Klub
- Recreativo
  - Segunda División: 2005–06

### Válogatott
- Nigéria
  - Afrikai nemzetek kupája: 2013

### Egyéni
- Pichichi-trófea (Segunda División): 2005–06